# Peerzadguda
Peerzadguda es una ciudad censal situada en el distrito de Medchal Malkajgiri  en el estado de Telangana (India). Su población es de 32586 habitantes (2011). Forma parte del área metropolitana de Hyderabad.

## Demografía
Según el censo de 2011 la población de Peerzadguda era de 32586 habitantes, de los cuales 16521 eran hombres y 16065 eran mujeres. Peerzadguda tiene una tasa media de alfabetización del 86,43%, superior a la media estatal del 67,02%: la alfabetización masculina es del 90,67%, y la alfabetización femenina del 82,12%.